# Glypta spectabilis
Glypta spectabilis är en stekelart som beskrevs av Dasch 1988. Glypta spectabilis ingår i släktet Glypta och familjen brokparasitsteklar. Inga underarter finns listade i Catalogue of Life.